# Gran Canaria (sopka)
Gran Canaria je název vulkanického komplexu Maar, kráterů a trhlin, nacházející se na ostrově stejného jména.
Komplex, jakož i celý ostrov byl modifikován různými procesy: formováním kaldery staršího štítového vulkánu, pozdějším gravitačním kolapsem a silnou erozní činností. Ostrov křižuje ve směru severozápad-jihovýchod zlomová zóna, kolem níž se nacházejí četné struskové kužely pleistocenního stáří. Nejmladší bazaltové horniny se našly na poloostrově La Iselta.

## Seznam vulkanických fenoménů
- Struskové kužely
  - Montaña Alta
  - Montaña de Arucas
  - Montaña de Firgas
  - La Isleta
  - Montaña de Jinamar
  - Montaña de Lentiscal
  - Montañon Negro
  - Montaña de Las Palmas
  - Altos de los Penavallels
  - Montaña de Santidad
  - Montaña de Tafira
  - Montaña del Viento
- Krátery
  - Caldera de Bandama
  - La Isleta
  - Caldera de los Marteles
  - Caldera de los Pinos de Gáldar